# Alloclubionoides dimidiatus
Alloclubionoides dimidiatus là một loài nhện trong họ Amaurobiidae.
Loài này thuộc chi Alloclubionoides. Alloclubionoides dimidiatus được Kap Yong Paik miêu tả năm 1974.